# TRF1
TRF1 je 155 mm vučena top haubica koju proizvodi francuska vojna industrija GIAT, uglavnom za potrebe francuske vojske. Razvijena je tijekom 1980-ih godina. Zamišljen je kao moderno topničko oružje. Prema podacima iz 2006., francuska vojska imala je na raspolaganju 105 tih haubica.
Haubica je opremljena s motorom koji omogućuje kretanje cijevi na topu. Motor postiže brzinu od 8 km/h.
Haubica u 15 sekunda može ispaliti 3 projektila, no svejedno, u jednoj minuti može ispaliti najviše 6 projektila. Razlog je u tome, što se cijev topa mora ohladiti, jer bi povećanjem ispaljivanja projektila moglo doći do prezagrijavanja, te u konačnici do uništenja cijevi, kao osnovnog dijela haubice.

## Francuska vojska
Haubica Tr-F1 korištena je u francuskoj 11. i 68. topničkoj postrojbi tijekom 1989. i 1990. godine. Također, francuska 11. topnička postrojba koristila je ovu haubicu tijekom savezničkog Zaljevskog rata 1990. i 1991.
Danas pet vojnih jedinica u Francuskoj koristi Tr-F1 haubicu:
- 11. topnička pukovnija (marinski korpus)
- 93. topnička pukovnija (planinski korpus)
- 35. topnička pukovnija (padobranski korpus)
- 3. topnička pukovnija (korpus mornaričkog topništva) i
- 5. pukovnija (prekomorski korpus u Džibutiju).

2007. započela je proizvodnja Caesar top-haubica sustava, a Francuska je naručila 72 primjerka koji će zamijeniti TRF1.

## Posada
Posada ove francuske haubice sastoji se od 6 članova:
- zapovjednik
- dva topnika (eng. gunner)
- računalni operater
- punjač (stavlja projektile u cijev)
- vozač (specijaliziranim vozilom dovodi haubicu na željeno mjesto).

U slučajevima nužde, dovoljno je svega 3 vojnika za upravljanje haubicom.

## Korisnici
- Francuska - 105
- Cipar - 12
- Saudijska Arabija - 28
- SAD[1]

## Vanjske poveznice
- 155 TR F1 155 mm Howitzer  Arhivirana inačica izvorne stranice od 27. rujna 2007. (Wayback Machine)